# باتريشيا بيرنال
باتريشيا بيرنال (بالإسبانية: Patricia Bernal)‏ هي ممثلة مكسيكية، ولدت في 1 مايو 1961 في Cosalá ‏ في المكسيك.

## وصلات خارجية
- باتريشيا بيرنال على موقع IMDb (الإنجليزية)
- باتريشيا بيرنال على موقع قاعدة بيانات الفيلم (الإنجليزية)
- باتريشيا بيرنال على موقع كينوبويسك (الروسية)